# Henry Judah Heimlich
 Der er for få eller ingen kildehenvisninger i denne artikel, hvilket er et problem. Du kan hjælpe ved at angive troværdige kilder til de påstande, som fremføres i artiklen.

Henry Judah Heimlich (født 3. februar 1920, død 17. december 2016) var en amerikansk kirurg og forsker. Han er ophavsmanden til Heimlich-manøvren – en teknik, der bruges til at undgå kvælning på grund af fremmedlegemer i luftvejene.

## Tidligt liv og uddannelse
Heimlich blev født i USA i Wilmington, Delaware. Han er barn af Mary (Epstein) og Philip Heimlich. Hans bedsteforældre på moderens side var ungarsk-jødiske immigranter og russisk-jødisk på faderens side.
Henry Heimlich tog eksamen fra New Rochelle High School (New York) i 1937 og fra Cornell University i 1941. Som 23-årig tog han sin universitetseksamen i medicin (Medical Degree) fra Weill Cornell Medical College i 1943.

## Karriere
Efter medicin-studiet deltog Heimlich i 2. Verdenskrig, hvor han i U.S Navy gjorde tjeneste i Kina. Her udviklede han en behandling af en bakteriel infektion i øjenlågene, som ikke kunne kureres tidligere og derfor resulterede i blindhed hos de smittede i Asien og Mellemøsten.

## Heimlich-ventilen
I 1962 opfandt Heimlich en ventil, der senere blev kaldt Heimlich-ventilen, som han i 1969 fik patent på. Ventilen er en envejsventil, der anvendes i respiratorisk medicin og forhindrer luft i at finde vej tilbage i brystet. Ventilen er udformet som en gummibøsning, hvor luft passerer en muffe, som åbner, men på den anden siden lukker hylsteret af, så luften ikke kan løbe tilbage i drænrøret, hvis ende er placeret i patientens bryst. Heimlichs ventil reddede hundredvis af amerikanske soldaters liv i Vietnamkrigen.

## Heimlich-manøvren
I 1974 publicerede Heimlich for første gang sit syn på manøvren i Emergency Medicine i artiklen Pop Goes the Cafe Coronary.
Fra 1976 til 1985 lærte the American Heart Association og the American Red Cross reddere at bruge Heimlich-manøvren til at fjerne fremmedlegemer i luftvejene, hvis andre metoder som rygklap ikke virkede.
Fra 1986 og frem til 2005 anbefalede the American Heart Association og the American Red Cross kun at bruge Heimlich-manøvren ved risiko for kvælning på grund af fremmedlegemer i luftvejene.
I 2005 publicerede the American Heart Association deres guidelines om førstehjælp til at undgå kvælning. Her blev Heimlich-manøvren nu kaldt "abdominal thrusts".